# Jean Graczyk
Jean Graczyk (26 de maio de 1933 — 27 de junho de 2004) foi um ciclista francês, profissional entre 1957 e 1970, período em que obteve 65 vitórias, entre os quais cinco vitórias por etapas no Tour de France e Volta a Espanha.
Antes de iniciar sua carreira como profissional, participou nos Jogos Olímpicos de Verão de 1956 em Melbourne, onde conquistou a medalha de prata na prova de perseguição por equipes.